# Maquiladora

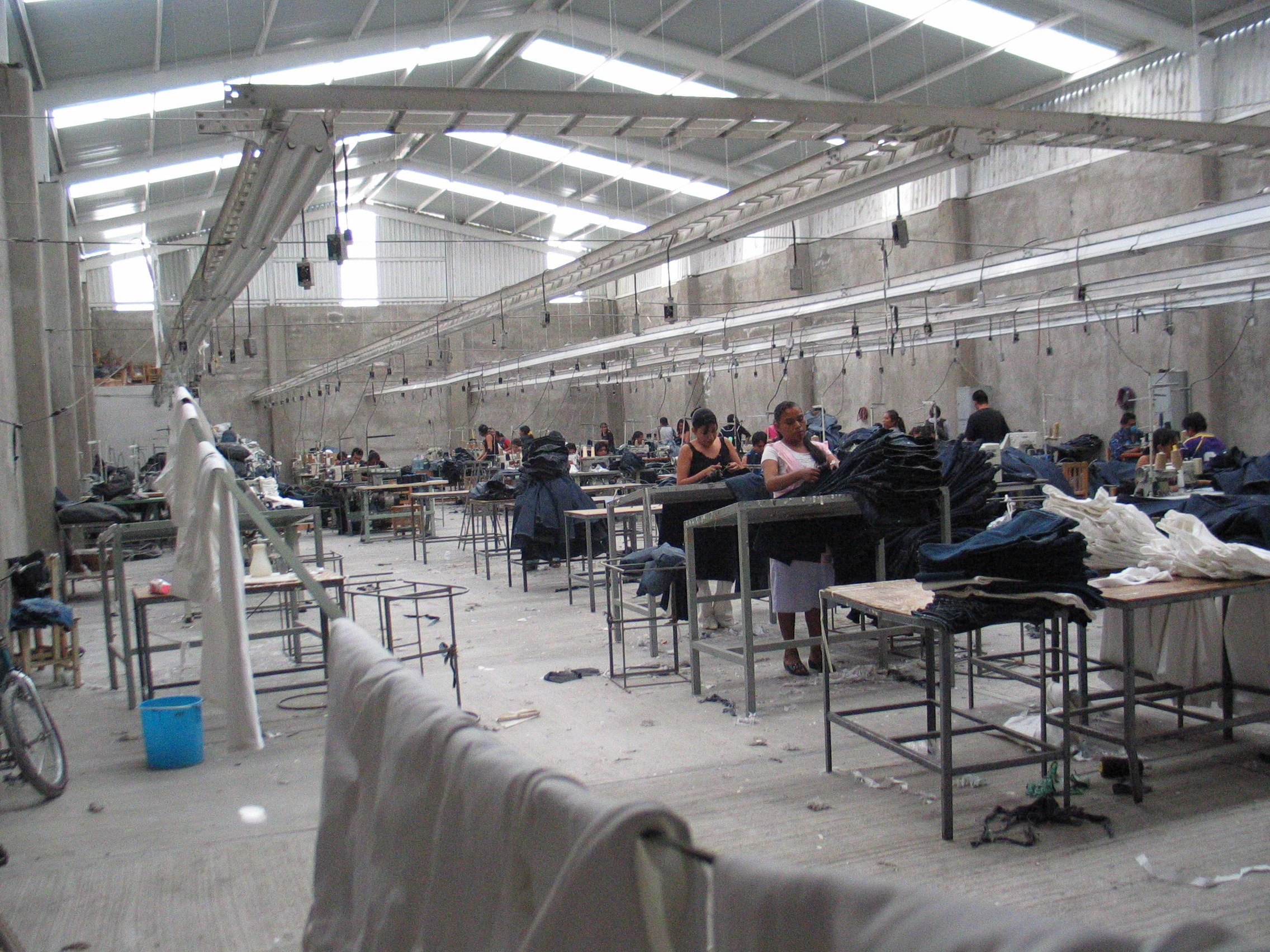
Egy maquiladora Mexikóban

A maquiladora olyan ipari létesítmény, mely szabadkereskedelmi zónában helyezkedik el, a gyártáshoz használt alapanyagokat vámmentesen szerzi be, majd feldolgozás után értékesíti, sok esetben abban az országban, ahonnan az anyagokat vásárolta.
A szó Mexikóból terjedt el, mivel itt működik a legtöbb ilyen üzem: becslések szerint az országban mintegy 1,3 millió embert foglalkoztatnak maquiladorákban. Eredetileg a maquila szó a középkori spanyolból származik, ahol azt a rendszert jelentette, amikor a molnár a malmában más gabonáját őrölte meg, fizetségül részt kapott a keletkező lisztből (de hasonló rendszer működött az Antillákon is a cukor cukornádból való kinyerésére a 19. században).
A legtöbb maquiladora Mexikó északi részein, az USA határán épült városokban működik: Tijuanában, Ciudad Juárezben és Heroica Nogalesben.

## Története
Amikor 1964-ben az úgynevezett Bracero Program (mely megengedte a mexikói mezőgazdasági munkásoknak, hogy legálisan idénymunkát vállaljanak az Amerikai Egyesült Államokban) véget ért, kevesebb mint egy év múlva a mexikói kormány elindította a határvidék iparosítását célzó programját, az úgynevezett Maquiladora Programot, hogy megoldja a határvidékeken megnőtt munkanélküliség problémáját. Az amerikai cégek számára igen vonzók lettek az újonnan létrejövő maquiladorák a könnyen elérhető olcsó munkaerő és a peso értékvesztése miatt. 1996-ra már az olajipar mögött a második legjelentősebb ipari tényezők Mexikóban a maquiladorák voltak.
Az 1994-ben életbe lépő Észak-amerikai Szabadkereskedelmi Egyezmény igen nagy hatást gyakorolt a maquiladorákra: az ezt megelőző 5 évben 47%-kal nőtt az ilyenekben foglalkoztatottak száma, az innentől számított 5 évben viszont már 86%-os volt a növekedés, az üzemek száma is 7 év alatt 2700-ról 3700-ra emelkedett. Ekkortól kezdve már nem csak a határon, hanem Mexikó belsőbb részeiben is megjelentek a maquiladorák, igaz, még mindig a határvidékeken van belőlük a legtöbb.

## Munkakörülmények a maquiladorákban
Ahhoz, hogy a maquiladorák vonzók maradjanak a külföldi befektetők számára, mindig is szükség volt arra, hogy az alkalmazható munkaerő olcsó legyen. Ennek megfelelően például az itt dolgozó nők mintegy 1/6 részét keresik az USA-beli béreknek. A dolgozók gyorsan cserélődnek, részben annak köszönhetően, hogy ez a munka, amit végezniük kell, gyakran egészségügyi problémákat okoz. Legtöbb esetben a munkabiztonságra sem fordítanak elég figyelmet.